# The Midway State
The Midway State è un gruppo musicale alternative rock canadese formatosi a Toronto.
Hanno pubblicato nel 2008 l'album di debutto Holes, e stanno lavorando ad una seconda pubblicazione.

## Storia
Il gruppo ha fatto da opening act in diversi tour in Nord America ed Europa per altre band più note come i Death Cab for Cutie, i Silversun Pickups, Mika e Shiny Toy Guns. Nel 2009 hanno inciso una cover di Don't Give Up con Lady Gaga, anche se non è mai stato pubblicato ufficialmente, ma la traccia e il video sono comunque diffusi nel web.
Nello stesso anno, la band è stata candidata a due Juno Awards e hanno vinto due MuchMusic Video Awards come miglior video Indie e Miglior nuovo artista.
La band è in produzione di un nuovo album pianificato per l'uscita entro breve tempo.

## Formazione
- Nathan Ferraro - voce, pianoforte, sintetizzatore
- Daenen Bremberger - batteria
- Mike Wise - chitarra
- Mike Kirsh - basso

## Discografia
- 2007: Met a Man on Top of the Hill
- 2008: Holes

### Altri lavori
- 2009: Don't Give Up (feat. Lady Gaga)

## Impiego delle canzoni
- Il brano Unaware fu impiegato durante i minuti finali della puntata "The Case of The Franks" (Il Grande passo), numero 13 della 4ª stagione del telefilm The OC[senza fonte]
- Nel maggio 2007, la loro canzone A Million Fireflies è stata inserita nella compilation di New Musical Express Canadian Blast.[senza fonte]